# Neuharlingersiel
Neuharlingersiel is een kleine gemeente in de Duitse deelstaat Nedersaksen. Samen met zes omliggende gemeenten vormt het de Samtgemeinde Esens in het Landkreis Wittmund. Neuharlingersiel telt 1.015 inwoners.
Binnen de gemeente is het dorp  Neuharlingersiel een erkend Seeheilbad. Het is dus niet alleen een badplaats aan de Waddenzeekust, maar ook een kuuroord. Oostelijk van de plaats, eveneens aan zee, ligt het tot Wittmund behorende Carolinensiel, dat een soortgelijk kuur- en vakantieoord is.

## Beschrijving

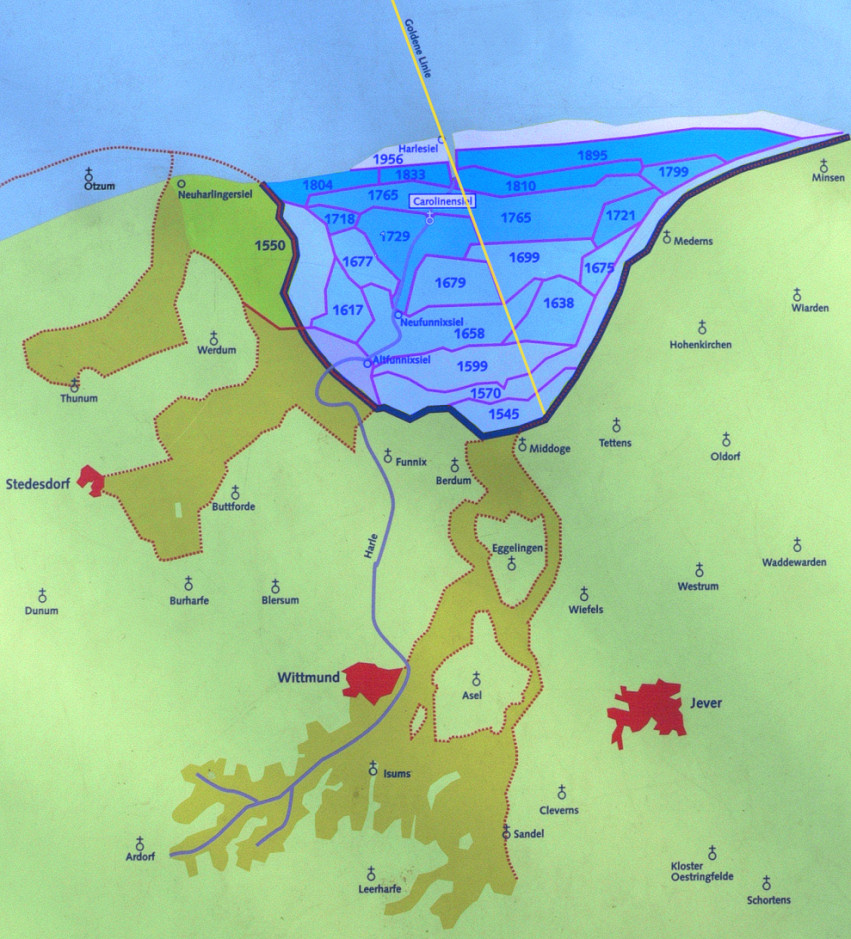
Kaart van de Harlebocht. Links Neuharlingersiel.

Neuharlingersiel ligt aan de Waddenkust in het historische Harlingerland. Het ligt aan de westzijde van de ingepolderde Harlebucht, die vanaf halverwege de zestiende eeuw werd ingepolderd. Het achterland ontwaterde oorspronkelijk enkele kilometers meer zuidoostwaarts bij Altharlingersiel. Later verschoof de zijl naar Neuharlingersiel, dat zelf tussen 1550 (Seriem bestond, blijkens een door Ubbo Emmius rond 1600 gemaakte landkaart, reeds vóór het ontstaan van Neuharlingersiel) en 1693, toen hier de polder (het groene gebied linksboven op de kaart) drooggelegd was, ontstond.
De huidige gemeente ontstond in 1972 uit een fusie met de vroegere gemeenten Altharlingersiel, Ostbense en Seriem. De vier voormalige gemeenten zijn nu de Ortschaften in de gemeente. Bij het ten westen van Neuharlingersiel gelegen  Ostbense zijn archeologische vondsten gedaan uit de tijd van vóór omstreeks 500, toen de kustlijn ten noorden van dit gehucht lag (te zien in het museum van Esens). Seriem is tegenwoordig door een wijk met vakantiewoningen aan het iets oostwaarts gelegen  Neuharlingersiel vastgebouwd.

## Politiek
De gemeente wordt bestuurd door de gemeenteraad, bestaande uit 11 gekozen raadsleden. Als onderdeel van een samtgemeinde heeft Neuharlingersiel geen gekozen burgemeester, uit de raad wordt een lid tot burgemeester gekozen. Burgemeester van de gemeente is Jürgen Peters van de lokale lijst. De raad werd voor het laatst gekozen in 2021. Alle leden werden gekozen op de eenheidslijst. Naast die lijst deed er een onafhankelijke kandidaat mee, die echter geen kans maakte.

## Bezienswaardigheden, toerisme, economie
Neuharlingersiel is een erkend Seeheilbad. Het is dus niet alleen een badplaats aan de Waddenzeekust, maar ook een kuuroord. Er is belangrijk strand- en kusttoerisme; de plaats beschikt over talrijke campings en vakantiehuisjes. Het kasteelachtige gebouw Sielhof (herbouw in 1906) fungeert als Haus des Gastes, met restaurant en inpandig klein kerkgebouw. Bijzonder is in het restaurantgedeelte de wand met circa 820 Delfts blauwe tegels met bijbelse voorstellingen daarop. Het gebouw BadeWerk ten westen van de haven is een wellnessinrichting met binnenzwembad, fitness- en sauna-ruimte,  ayurvedacentrum enz.
In de plaats staat een Buddelschiffmuseum. Daar worden flessenscheepjes getoond.
Twee à drie kilometer ten zuiden van Neuharlingersiel staat de in 1804 gebouwde windmolen Seriemer Mühle, die na restauratie weer maalvaardig is en incidenteel bezichtigd kan worden.
Neuharlingersiel is ook een vissershaven. Er voeren rond 2018 nog acht garnalenkotters, die er hun thuishaven hadden.

## Afbeeldingen

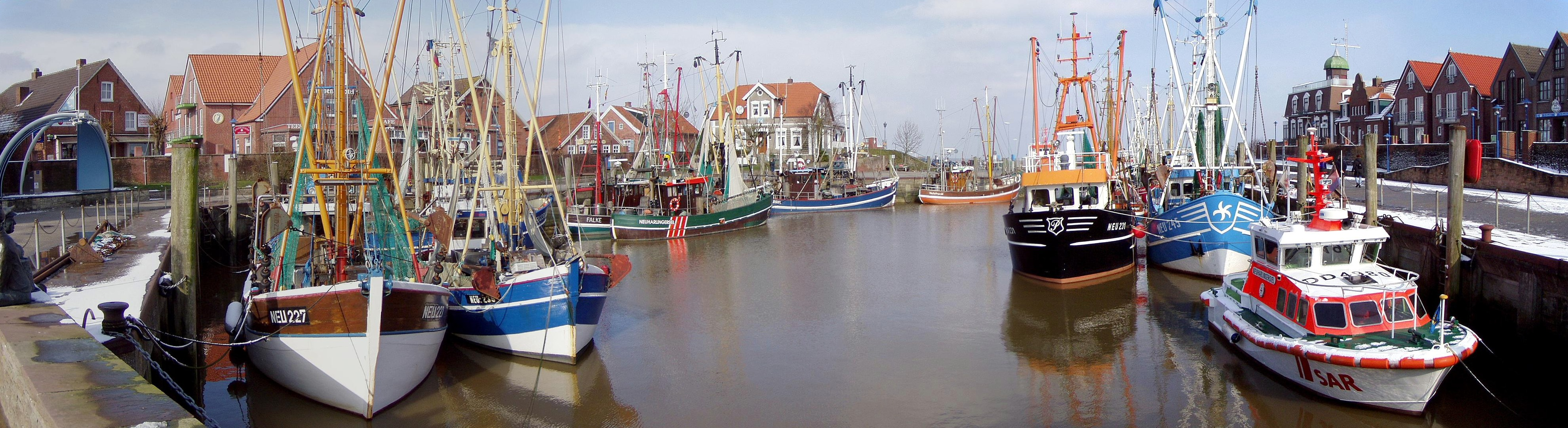
de haven van Neuharlingersiel
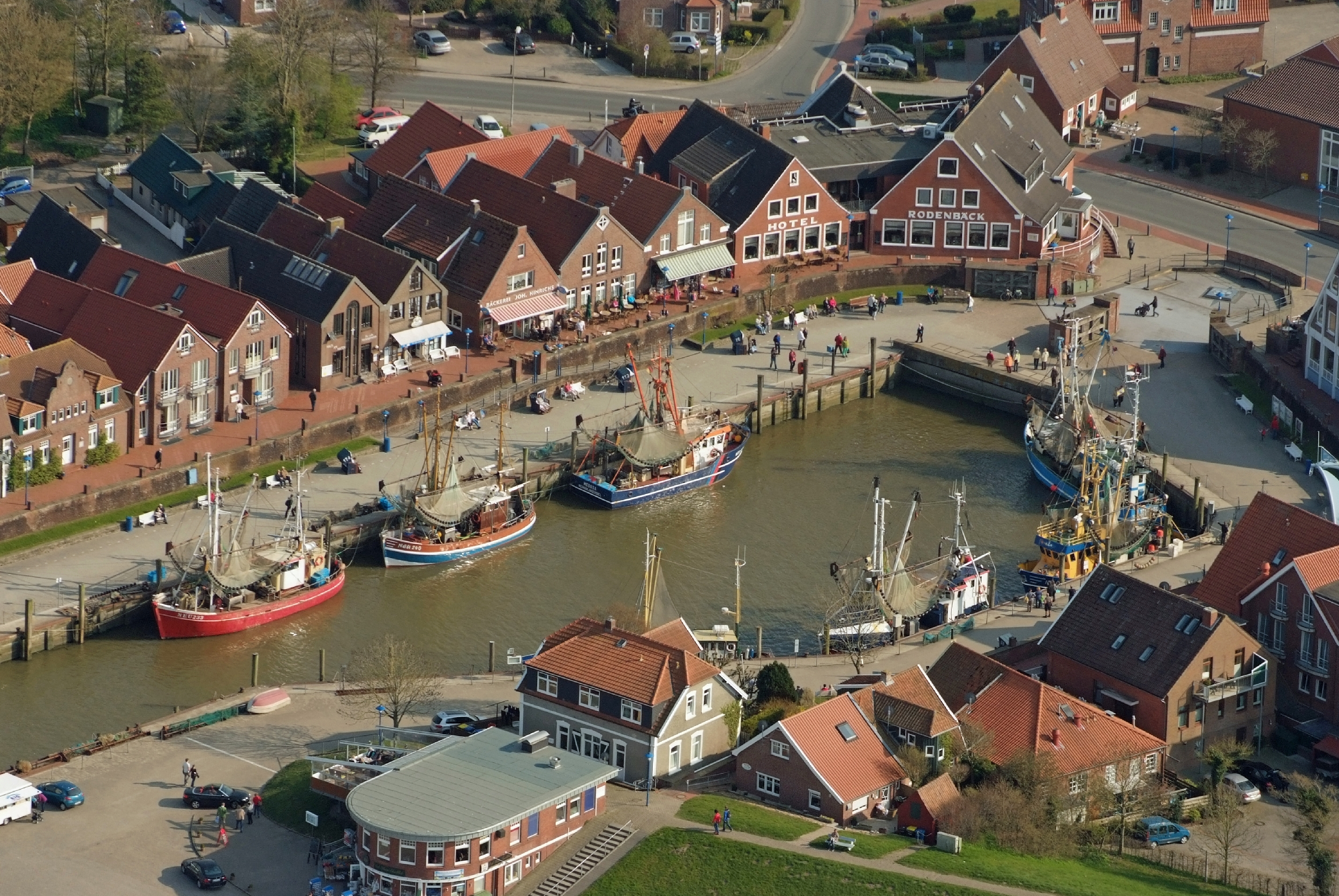
Luchtfoto van de haven
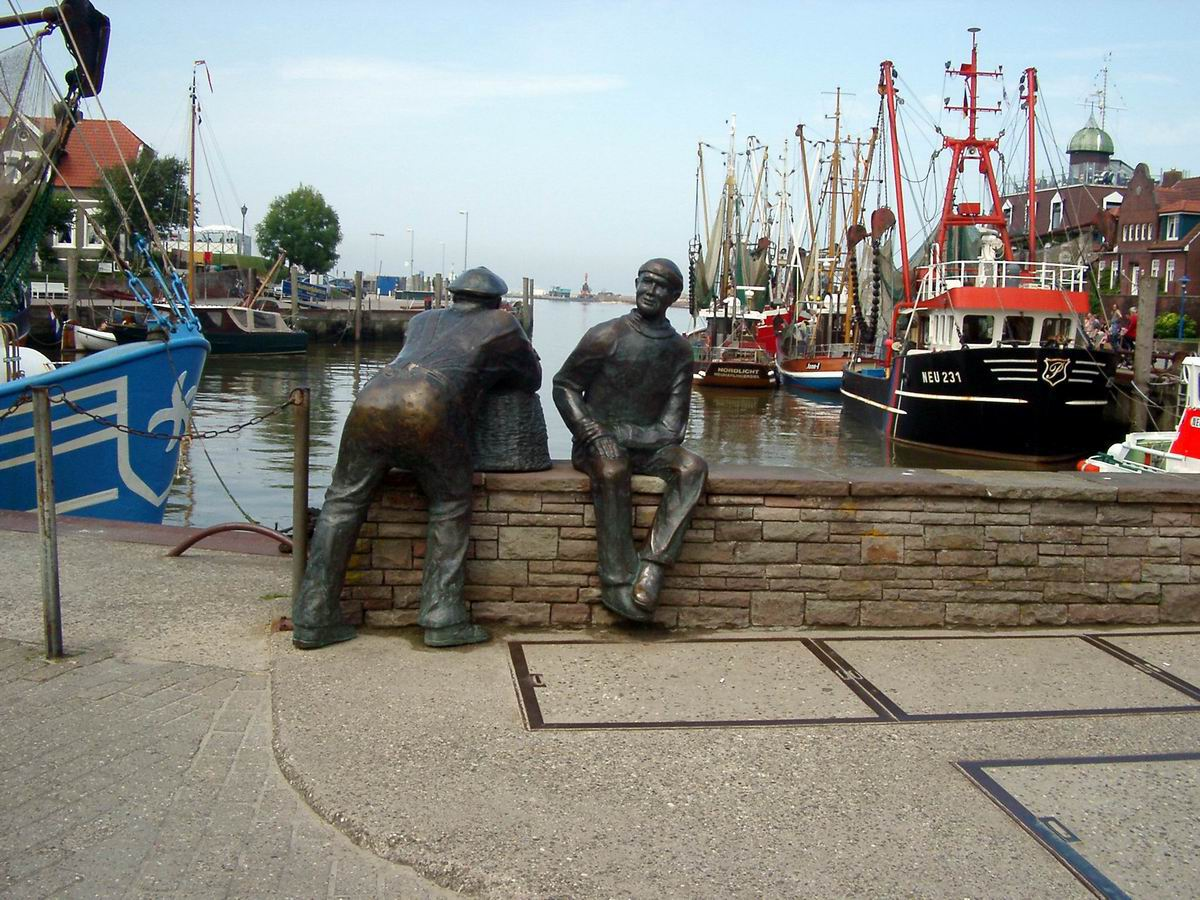
Sculptuur De oude en de jonge visser
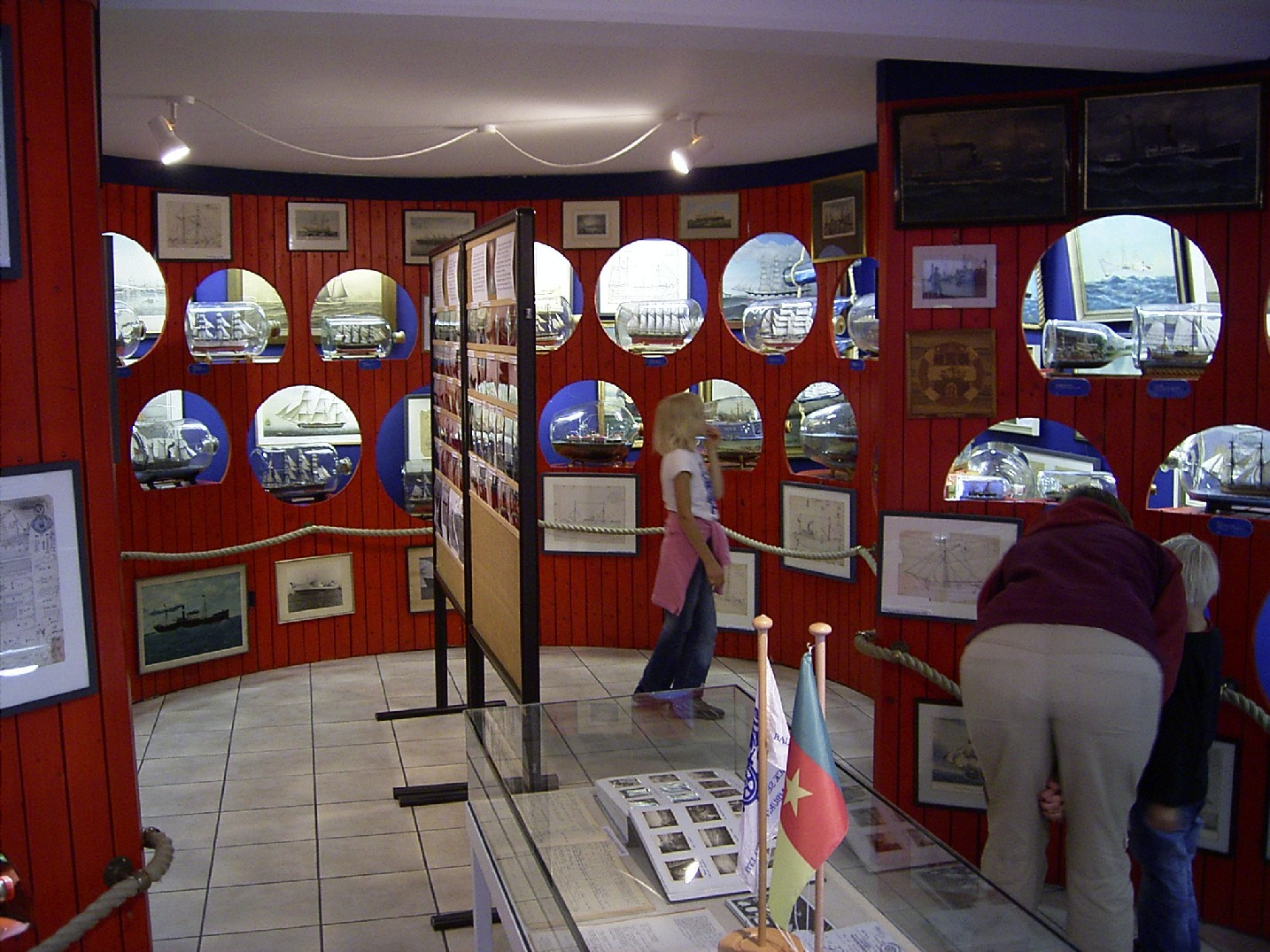
In het Buddelschiffmuseum
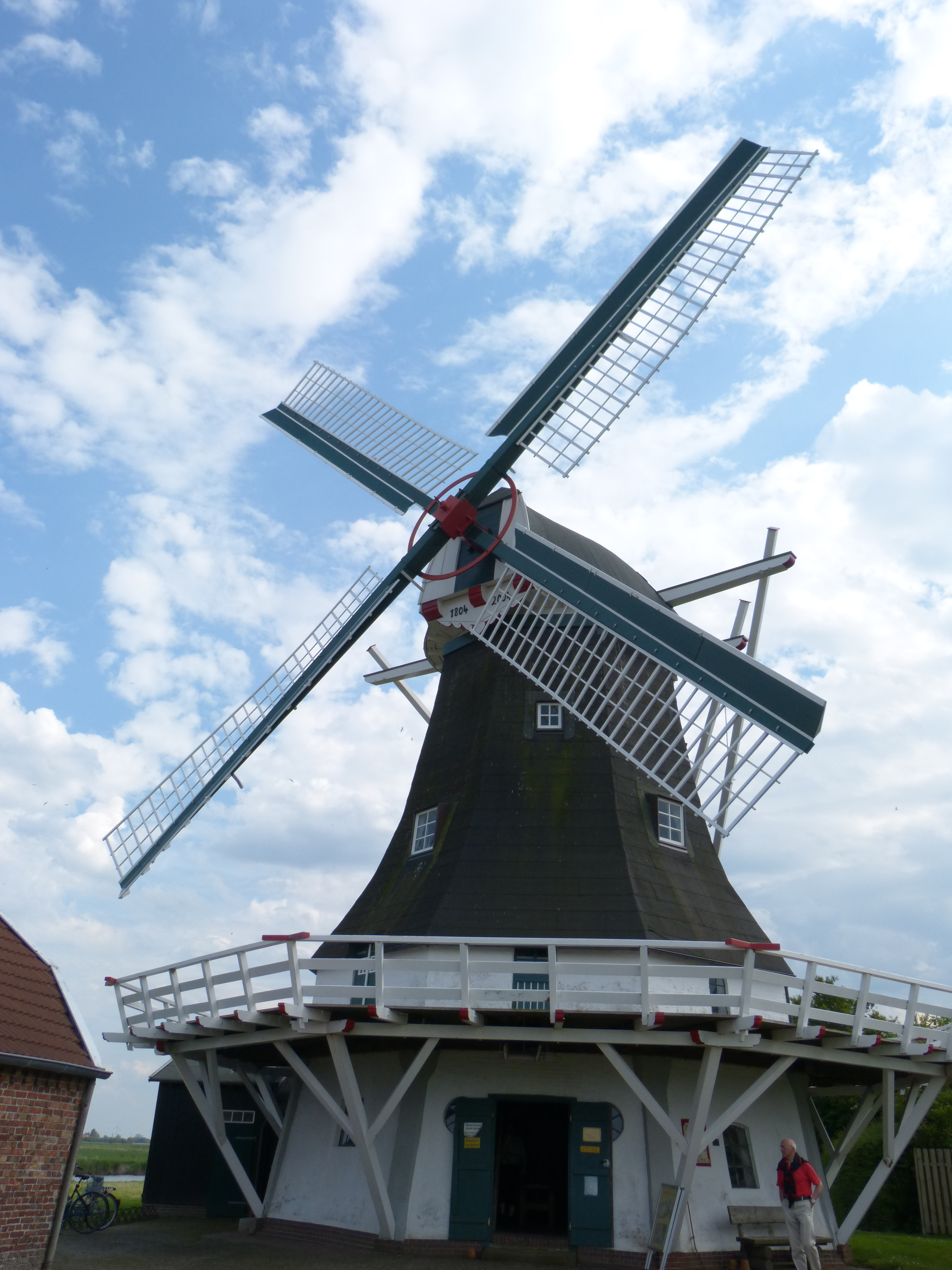
Windmolen van Seriem
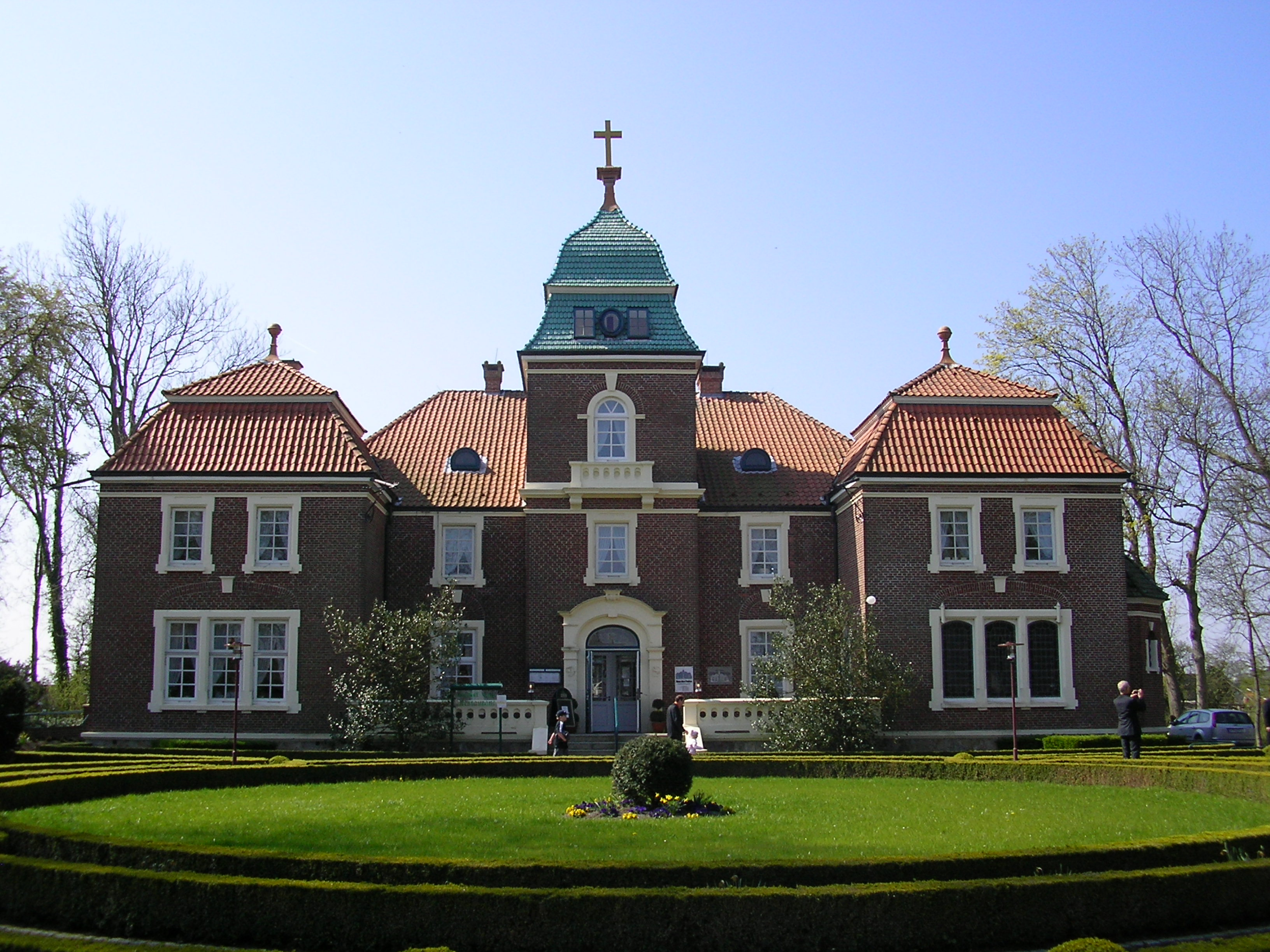
Gebouw Sielhof
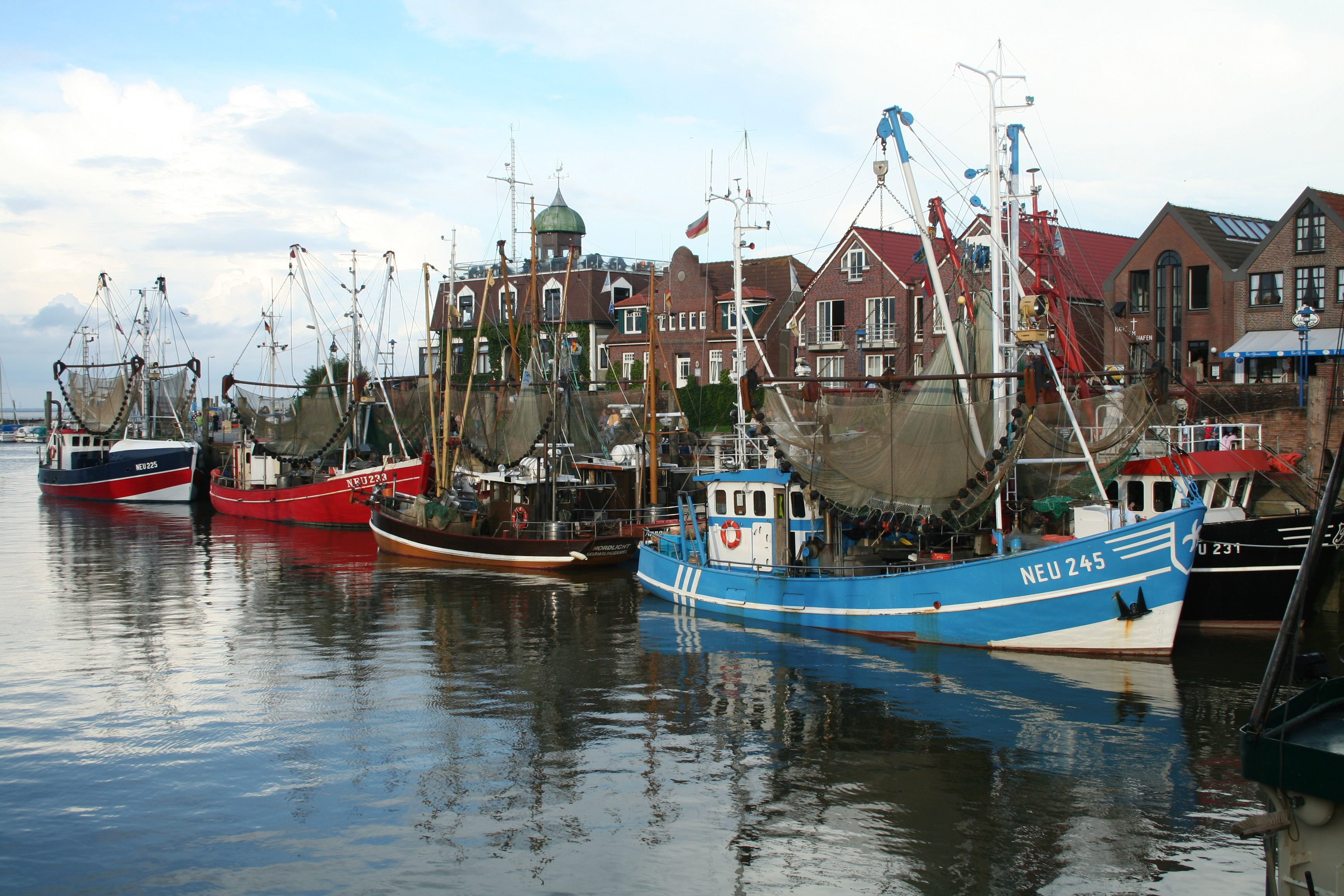
Garnalenvissersschepen

- Gemeinsame Normdatei: 4384695-6
- Virtual International Authority File: 244715913